# المقبرة (العدين)

تعديل مصدري - تعديل

المقبرة محلة تابعة لقرية مروه العليا، التابعة لعزلة بلاد المليكي بمديرية العدين إحدى مديريات محافظة إب في الجمهورية اليمنية.، بلغ تعداد سكانها 39 حسب تعداد اليمن لعام 2004.